# 唐鴻逵
唐鴻逵，贵州息烽人，中国近代政治人物。
毕业于贵州省立优级师范。民国三年（1914年），擔任中华民国遵义府婺川縣縣長。后由鄭重接任。